# آوتاندیل کنتچادزه
آوتاندیل کنتچادزه (به گرجی: ავთანდილ კენჭაძე، متولد ۲۲ دسامبر ۱۹۹۵) کشتی‌گیر آزادکار تیم ملی گرجستان است.
از افتخارات وی می‌توان به کسب مدال طلا در قهرمانی کشتی جهان ۲۰۲۴ و مدال نقره در قهرمانی کشتی جهان ۲۰۱۸ اشاره کرد.

## فعالیت حرفه‌ای

### قهرمانی کشتی جهان ۲۰۱۸
کنتچادزه در وزن ۷۴ کیلوگرم کشتی آزاد مسابقات قهرمانی کشتی جهان ۲۰۱۸ بوداپست حاضر بود که بکزاد عبدالرحمانوف از ازبکستان، آندره سوکالسکی از لهستان، ابوبکر آباکاروف از آذربایجان و سونر دمیرتاش از ترکیه را شکست داد و به فینال رسید. وی در دیدار نهایی از زائوربک سیداکوف کشتی‌گیر روسیه شکست خورد و به مدال نقره بسنده کرد.

### قهرمانی کشتی جهان ۲۰۲۴
کنتچادزه در وزن ۷۹ کیلوگرم کشتی آزاد قهرمانی کشتی جهان ۲۰۲۴ تیرانا شرکت کرد، او در این مسابقات متهان یاپراک از ترکیه، کوتا تاکاهاشی از ژاپن، دولت یرگش از قزاقستان و محمد نخودی از ایران را شکست داد و به فینال رسید. وی در فینال ماگومد ماگومایف از روسیه را شکست داد و مدال طلا را بدست آورد.